# Terremoto de Riobamba de 1797
El terremoto de Riobamba de 1797 se produjo a las 12:30 UTC del 4 de febrero. Devastó la ciudad de Riobamba (en su antiguo emplazamiento, donde ahora está la ciudad de Cajabamba), y muchas otras ciudades en el valle interandino, causando hasta 40.000 muertes. Se estima que las intensidades sísmicas en la zona epicentral alcanzaron al menos XI en la escala de Mercalli, y que el sismo tuvo una magnitud de 8.3, siendo el sismo más poderoso conocido en Ecuador. El terremoto fue estudiado por Humboldt, cuando visitó la zona en 1801-1802.

## Geología
La tectónica del Ecuador está dominada por los efectos de la subducción de la Placa de Nazca por debajo de la Placa Sudamericana. El sistemas principal de fallas tiene una tendencia NNE-SSO y muestran una mezcla de fallas dextrales de rumbo (lateral derecho) y fallas inversas. Además de estas fallas que corren paralelas a los Andes en Ecuador, hay dos sistemas SO-NE de tendencia dextral importantes: La falla Pallatanga y la falla Chingual. La falla Pallatanga pasa cerca del epicentro y se ha sugerido que el movimiento de este fallo como la causa del terremoto, aunque no hay una ruptura clara en la superficie que soporte tal movimiento últimamente.

## Daños
La zona de daños significativos (intensidad ≥ VII) se extendió desde Quito, en el norte, hasta más de 60 km al sur de Riobamba, incluyendo las ciudades de Guaranda, Ambato, Latacunga y las ciudades de Saquisilí y Baños. Riobamba y la ciudad de Quero fueron completamente destruidas por deslizamientos de tierra. A los pies del volcán Tungurahua, el río Pastaza fue represado por deslizamientos por hasta ochenta días.
El análisis de Humboldt del terremoto se basó en relatos anecdóticos que recogió durante su visita. Algunas de las observaciones no son creíbles, por ejemplo "los cuerpos de muchos de los habitantes se constate que fueron arrojados hasta la loma de Cullca, una colina a varios cientos de metros de altura y en el lado opuesto del río Lican". Dio una cifra de treinta a cuarenta mil víctimas, mientras que algunas estimaciones más recientes estiman cifras tan bajos como seis mil.

## Características
El temblor duró de tres a cuatro minutos. La longitud estimada de la ruptura del terremoto es de 70,3 kilómetros, con el acimut de la falla de 067°.
se estima una profundidad de 64 km.

## Secuelas
La ciudad de Riobamba fue reconstruida a 20 km al nordeste de su sitio original, que ahora ocupa la capital del cantón Colta, Cajabamba. El 5 de diciembre de 1799 los agrimensores Mariano Anguieta y Miguel Ramos delinean calles y plazas, así como la separación de los solares. José Larrea y Villavicencio asigna las casas para los sobrevivientes del terremoto. 